# Aetodactylus halli
Aetodactylus halli ("orlí prst") byl druh ptakoještěra, žijícího na území dnešních Spojených států (Texas) v době rané svrchní křídy (asi před 97 miliony let). Je znám pouze na základě objevu fragmentární spodní čelisti a jedná se teprve o druhého ornitocheiridního ptakoještěra, objeveného na území dnešní Severní Ameriky. Fosílie byla objevena v roce 2006 Lancem Hallem, podle kterého je dosud jediný známý druh A. halli pojmenován. Byl popsán Timothy S. Myersem v roce 2010. Čelist měří na délku 38,4 cm a obsahuje také 28 párů zubů. Na rozdíl od některých dalších zástupců čeledi (Ornithocheirus, Coloborhynchus, Anhanguera) není na spodní čelisti žádný hrbolek či hřeben. Zuby jsou jehlicovité a pravděpodobně sloužily k lovu ryb. Aetodactylus patřil ke středně velkým ptakoještěrům s asi třímetrovým rozpětím křídel.